# Riccardo Broschi
Riccardo Broschi (ca. 1698 – 1756) là một nhà soạn nhạc âm nhạc thời kỳ Baroque và là anh của Carlo Broschi, nổi tiếng với tên Farinelli.

## Các tác phẩm
- La Vecchia Sorda (Naples, 1725)
- L'Isola Di Alcina (Rome, 1728)
- Idaspe (Venice, 1730)
- Arianny e Teseo (Milan, 1731)
- Merope (Turin, 1732)
- Artaserse (London, 1734 - cộng tác với Johann Adolf Hasse)
- Nerone (Rome, 1735)
- Adriano in Siria (Milan, 1735)